# Kościół Świętego Krzyża w Szamotułach
Kościół Świętego Krzyża w Szamotułach – rzymskokatolicki kościół parafialny w Szamotułach, w województwie wielkopolskim. Należy do dekanatu szamotulskiego archidiecezji poznańskiej.

## Historia

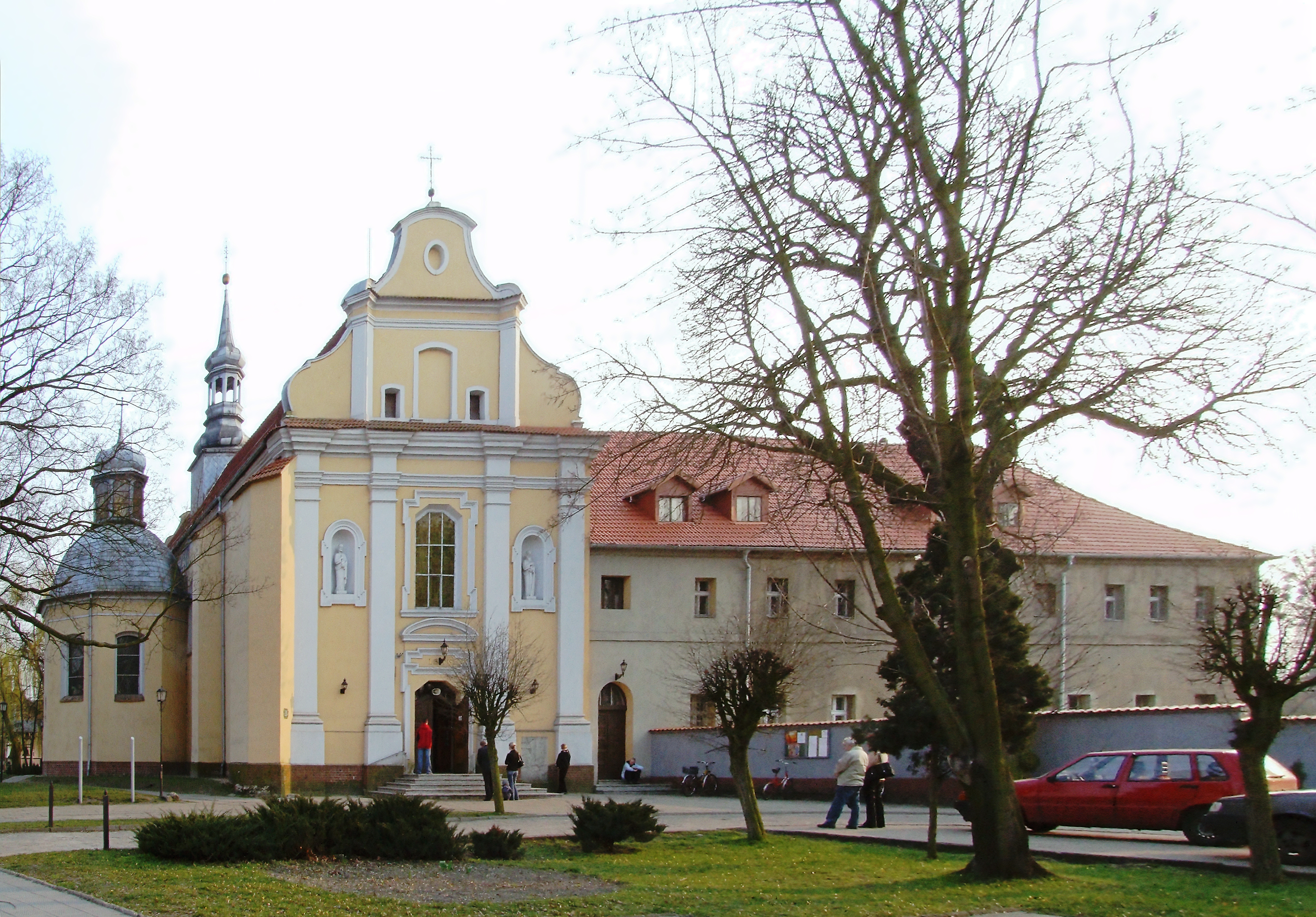
Kościół św. Krzyża i dawny klasztor

W miejscu obecnego kościoła od 1324 roku stał murowany zamek Świdwów (etnograficznie miejsce to nosi nazwę Świdlin). Po Świdwach właścicielami zamku byli Górkowie, Rokossowscy, Kostkowie oraz Łąccy. To właśnie za sprawą kasztelana kaliskiego Jana Korzboka Łąckiego i podstolego dobrzyńskiego Jana Ulatowskiego w latach 1675 - 1682 dawny zamek został przebudowany na kościół i klasztor zakonu reformatorów. Ustawą z 1839 roku zlikwidowano zakony, wtedy to klasztor przeznaczono na szkołę miejską, a kościół służył jako pomocniczy wobec kolegiaty szamotulskiej. W okresie pierwszej wojny światowej w kościele odprawiano msze dla wojska, a w okresie międzywojennym dla młodzieży. W czasie II wojny klasztor był wykorzystywany przez hitlerowców jako magazyny na broń, sam kościół uległ w tym czasie poważnym uszkodzeniom. Ponownie został otwarty dopiero w 1962 roku, a od 1963 roku służył jako kościół szkolny dla młodzieży. W 1972 roku otwarto w nim nową parafię. W okresie PRL klasztor pełnił natomiast funkcje mieszkalne.

## Architektura

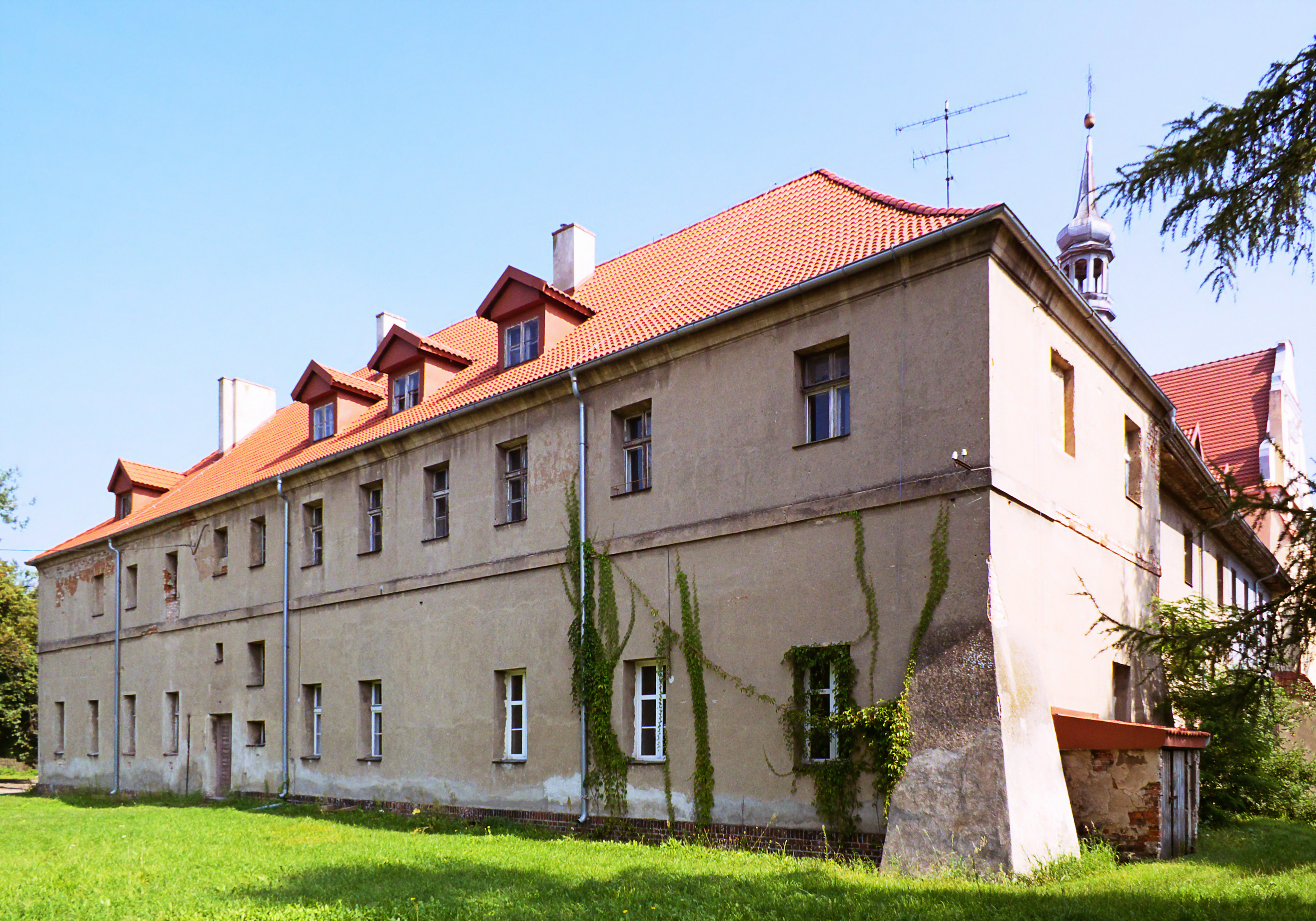
Szamotuły klasztor

Kościół zwrócony prezbiterium na południe, od zachodu przylega do niego na planie czworoboku budynek dawnego klasztoru. Kościół barokowy jednonawowy, pięcioprzęsłowy: nawa trzyprzęsłowa, prezbiterium dwuprzęsłowe. W południowym przęśle, za ołtarzem zakrystia i chór muzyczny, od wschodu kaplica z blaszaną kopułą z latarnią. Dach dwuspadowy pokryty dachówką z wieżą nakrytą blaszanym hełmem. Północna fasada kościoła rozczłonkowana czterema pilastrami, pomiędzy którymi w niszach figury św. Piotra i św. Pawła (wcześniej drewniane rzeźby św. Onufrego i św. biskupa z XVIII wieku) oraz duże okno pośrodku nad drzwiami wejściowymi. Wnętrze kościoła pokryte kolebkowymi sklepieniami z lunetami, na których w XX wieku namalowano polichromię ze scenami Męki Pańskiej. Kaplica na planie ośmioboku, z czaszą ośmiodzielną z namalowanymi scenami z życia św. Antoniego (malowidła prawdopodobnie autorstwa Adama Swacha, początek XVIII wieku).
Klasztor na planie czworoboku, piętrowy i podpiwniczony, na planie czworoboku. Skrzydła północne i zachodnie dziesięcioosoiowe, natomiast południowe i wschodnie siedmioosiowe. Dachy dwuspadowe kryte dachówką. Krużganki sklepione kolebkowo - krzyżowo, wzdłuż których na parterze pomieszczenia ze sklepieniami kolebkowymi z lunetami w części północnej i zachodniej oraz krzyżowymi w części południowej. Wnętrza pierwotnie zbudowane w stylu barokowym, z czasem przebudowane i zniekształcone.
W fasadzie kościoła cztery płyty nagrobne i epitafijne: Józefa Lutomskiego z 1785 roku, Katarzyny Lutomskiej z 1721 roku, Jana i Zofii Dembińskich z 1802 i jedna nieczytelna.

## Wnętrze

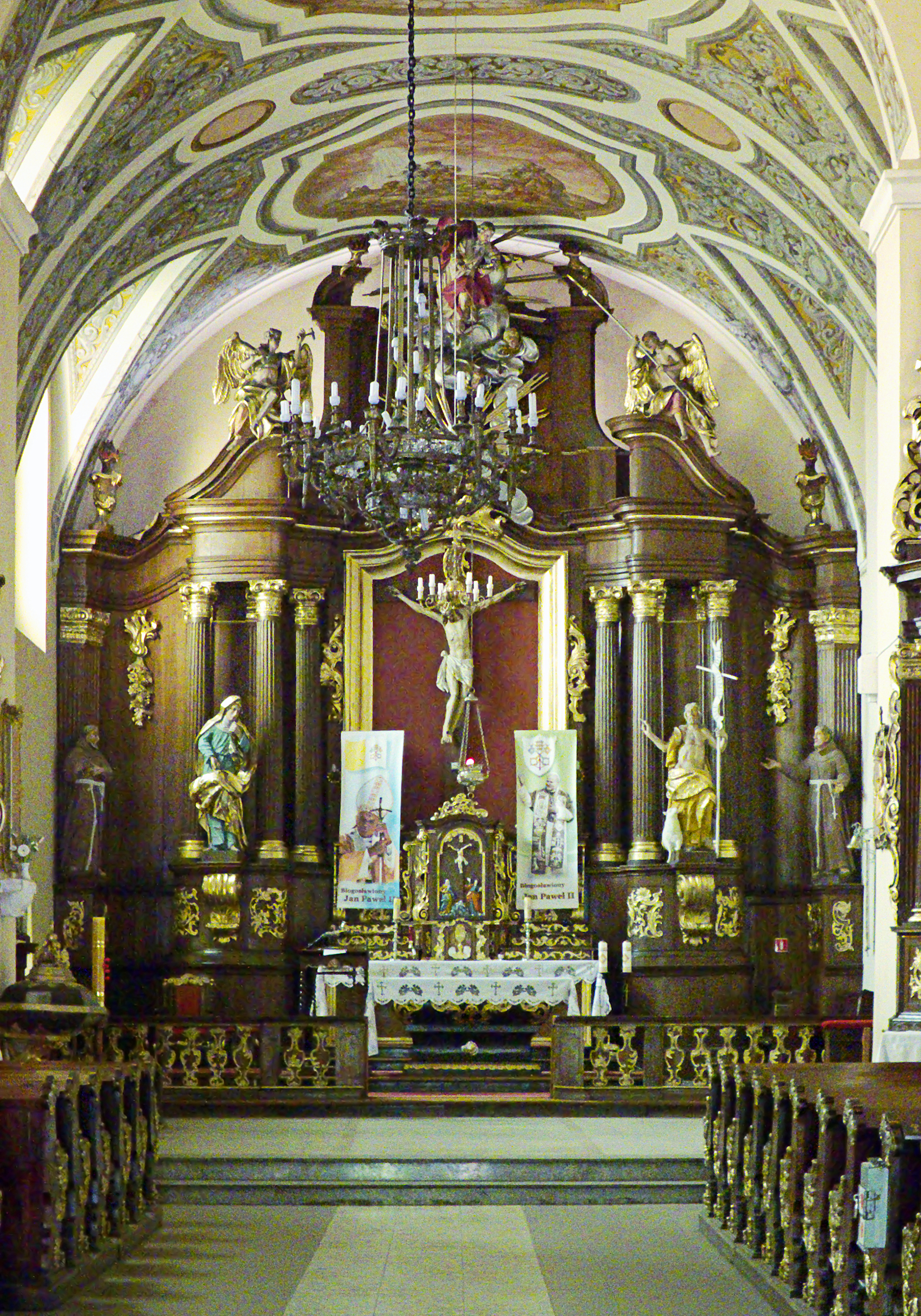
Kościół św. Krzyża w Szamotułach - ołtarz główny

Jednolite wyposażenie wnętrza kościoła w stylu rokokowym wykonane w 1759 roku przez syncerza Józefa Eglauera.  
- Ołtarz główny z krucyfiksem z 2 połowy XVII wieku oraz rzeźbami Matki Bożej Bolesnej po lewej stronie, św. Jana Chrzciciela po prawej i dwóch zakonników po obu stronach w narożnikach oraz rzeźbami Boga Ojca, Ducha Świętego i aniołów w zwieńczeniu. Na tabernakulum płaskorzeźba przedstawiająca ukrzyżowanie[3][4].
- Ołtarz boczny lewy przy tęczy - na dole obraz z końca XVII wieku - nadania stygmatów św. Franciszkowi, w zwieńczeniu obraz św. Franciszka z 1759 roku[3][4].
- Ołtarz boczny prawy przy tęczy -  na dole obraz Najświętszej Maryi Panny Niepokalanej, w zwieńczeniu obraz św. Wawrzyńca oba z ok. 1759 roku[3][4].
- Ołtarz boczny w nawie - na dole obraz św. Antoniego z drugiej połowy XVIII wieku, w zwieńczeniu obraz św. Klary z około 1759 roku[3].
- Ołtarz boczny w nawie z obrazem anioła stróża 1 połowy XVII wieku[3][4].
- Ołtarz boczny w nawie - na dole obraz św. Józefa, w zwieńczeniu obraz św. Weroniki z 2 połowy XVIII wieku[3].
- Ołtarz w kaplicy z obrazem Matki Boskiej Częstochowskiej i współczesnym obrazem św. Jadwigi w zwieńczeniu.
- W krużgankach klasztornych przy kościele współcześnie stworzono kaplice św. Ojca Pio oraz św. Maksymiliana Kolbego[5].
- Drewniany portal z kościoła do kaplicy z płaskorzeźbą i obrazem św. Dominika i św. Franciszka w zwieńczeniu.
- Ambona z rzeźbą św. Franciszka na baldachimie[4].
- Balustrada na chórze muzycznym z rzeźbami aniołów i wazonów[4].
- Dwie kamienne barokowe kropielnice[4].
- Dwa rokokowe konfesjonały[4].

W uroczystość Wszystkich Świętych i Dzień Zadusznych otwierane dla zwiedzających są krypty pod kościołem.         

## Otoczenie
Przy kościele znajduje się parking (od strony ul. Dworcowej) i metalowa dzwonnica, na której zawieszone są cztery dzwony między innymi: Miłosierdzia Bożego, Królowej Polski i Jana Pawła II.
Przy klasztorze od strony ulicy Franciszkańskiej kamienna grota z 1962 roku z płytą spiżową - upamiętniająca egzekucję z 13 grudnia 1939 r. 10 polskich rolników i rzemieślników przez hitlerowców w odwecie za zabójstwo niemieckiego żołnierza.
Na skwerze przy kościele pomnik Wacława z Szamotuł o wysokości 4 metrów wykonany z piaskowca w 1947 roku w 375 rocznicę śmierci muzyka. Na skwerze również pomnik Wdzięczności Powstańcom Wielkopolskim - duży głaz z tablicą pamiątkową odsłonięty w 1987 roku, w miejscu dawnego pomnika Powstańca Wielkopolskiego zniszczonego na początku wojny przez hitlerowców.
Nieco dalej na ulicy Dworcowej obelisk Maksymiliana Ciężkiego oraz pomnik w hołdzie inwalidom wojennym.